# Georg Schnéevoigt

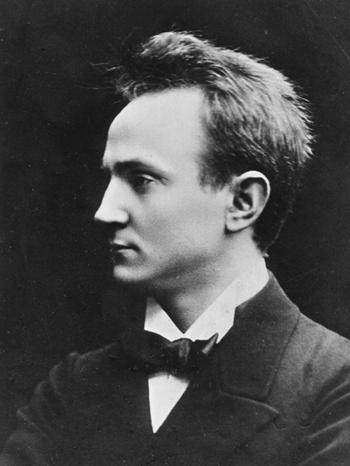
Georg Schneevoigt

Georg Lennart Schnéevoigt (* 8. November 1872 in Wyborg, Großfürstentum Finnland; † 28. November 1947 in Malmö, Schweden) war ein finnischer Dirigent und Cellist.
Schnéevoigt war ein enger Freund des Komponisten Jean Sibelius. Bis 1902 war er erster Cellist des Philharmonischen Orchesters Helsinki und wurde dann Chefdirigent des Kaim-Orchesters, der heutigen Münchner Philharmoniker. 1915 bis 1924 leitete er die Stockholmer Konzertgesellschaft, später das Sydney Symphony Orchestra, das Los Angeles Philharmonic und von 1930 bis zu seinem Tod 1947 das Malmö Sinfonieorchester. 1932 bis 1940 war er auch Chefdirigent des Philharmonischen Orchesters Helsinki.